# كندريك كلانسي
كندريك كلانسي (بالإنجليزية: Kendrick Clancy)‏ هو لاعب كرة قدم أمريكية أمريكي، ولد في 17 سبتمبر 1978 في توسكالوسا في الولايات المتحدة.

## وصلات خارجية
- كندريك كلانسي على موقع مرجع كرة القدم المحترفة.كوم (الإنجليزية)